# Бејгл
Бејгл (енгл. bagel, јид. בײגל‎, пољ. bajgiel) је производ налик хљебу који потиче из јеврејских заједница у Пољској. Обично се прави од пшеничног брашна са квасцем и обликује у прстен, отприлике величине длана. Прво се кратко вријеме кува, а затим се пече. Тиме се добија густа, жвакава, богата унутрашњост са смеђом и понекад хрскавом спољашњошћу. Бејгли се често посипају сјеменкама печеним на спољашњој кори, а традиционалне су сјеменке мака и сусама. Неки на површину посипају со, а постоје различите врсте тијеста, као што су интегрално и тијесто од ражи.
Иако је поријекло бејгла помало нејасно, познато је да су их Јевреји Ашкенази широко конзумирали у 17. вијеку. Прво познато помињање бејгла, 1610. године, било је у уредбама јеврејске заједнице у Кракову у Пољској.
Бејгли су данас популарни производи од хљеба у Сјеверној Америци и Пољској, посебно у градовима са великом јеврејском популацијом, од којих многи имају алтернативне начине прављења. Као и други пекарски производи, бејгли су доступни (свјежи или смрзнути, често са многим укусима) у многим већим супермаркетима у тим градовима.
Основни дизајн бејгла – ваљак са рупом – стар је стотинама година и има и друге практичне предности, осим што омогућава равномјерније кување и печење тијеста: рупа се може користити за провлачење нити или типли кроз групе пецива, омогућавајући лакше руковање и превоз и привлачнији начин излагања купцима.

## Припрема и чување
Најосновније, традиционално тијесто за бејгле садржи пшенично брашно (без клица или мекиња), со, воду и квасац. Пожељно је хљебно брашно или друго високоглутенско брашно да би се створио чврст, густ, али спужваст облик и жвакава текстура. Већина рецепата за бејгле захтијева додавање заслађивача у тијесто, често јечмени слад (сируп или кристали), меда, кукурузног сирупа са високом фруктозом или шећера, са или без јаја, млијеком или путером. Квашење се може постићи техником киселог тијеста или уз помоћ комерцијално произведеног квасца.
Бејгли се традиционално праве на следећи начин:
- састојци се мијешају и мијесе у циљу формирања тијеста
- тијесто се обликује у традиционални облик бејгла - округли комад са рупом у средини, од танког, дугог комада тијеста.
- бејгли се оставе да одстоје на ниској температури најмање 12 сати (4,5 - 10 °C)
- сваки бејгл се прокува 60 до 90 секунди у кључалој води која може да садржи адитиве попут лужине, прашка за пециво, сирупа од јечменог слада или меда
- бејгли се испеку на температури између 175 °C и 315 °C

Ова метода припреме даје бејглима њихов препознатљив укус, жвакаву текстуру и сјајан изглед.
Посљедњих година појавила се варијанта која производи нешто што се понекад назива парни бејгл. Да би се направио парни бејгл, кључање се прескаче, а пецива се пеку у рерни опремљеној системом за убризгавање паре. У комерцијалној производњи бејгла поступак парног бејгла захтијева мање радне снаге, јер се бејглима треба руковати само једном, у фази обликовања. Након тога, пециво никада не треба вадити из шерпи јер се чувају у фрижидеру, а затим пеку на пари. Парни бејгл је меканији, мекши, мање жвакав, сличан колутићу пецива који је обликован попут бејгла. Тијесто које се користи намјерно је базније за поспјешивање смеђе боје, јер се у процесу убризгавања паре користи неутрална водена пара умјесто купке са алкалним раствором. Бејгли се могу замрзавати до шест мјесеци.